# マリーノ・モレッティーニ
マリーノ・モレッティーニ（Marino Morettini、1931年1月2日 - 1990年12月10日）は、イタリア、ヴェルトヴァ出身の自転車競技（トラックレース）選手。

## 経歴
1950年
- イタリア選手権 1kmタイムトライアル(1kmTT) 優勝

1951年
- トラックレース世界選手権 アマスプリント 3位
- イタリア選手権 1kmTT 優勝

1952年
- ヘルシンキオリンピック
  -  団体追い抜き 優勝（+ ギド・メッシーナ、ミーノ・デ・ロッシ、ロリス・カンパーナ）
  -  1kmTT 2位
- トラックレース世界選手権 アマスプリント 2位
- イタリア選手権 1kmTT 優勝

1953年
- トラックレース世界選手権 アマスプリント 優勝
- イタリア選手権 1kmTT 優勝

1954年にプロ転向。1962年まで活動した。